# Синтре (Ер)
Синтре (фр. Cintray) насеље је и општина у северној Француској у региону Горња Нормандија, у департману Ер која припада префектури Евре.
По подацима из 2011. године у општини је живело 451 становника, а густина насељености је износила 27,72 становника/km². Општина се простире на површини од 16,27 km². Налази се на средњој надморској висини од 176 метара (максималној 184 m, а минималној 165 m).

## Демографија
| 1962. | 1968. | 1975. | 1982. | 1990. | 1999. | 2011. |
| ----- | ----- | ----- | ----- | ----- | ----- | ----- |
| 286   | 319   | 277   | 294   | 375   | 361   | 451   |

График промене броја становника у току последњих година